# Ларіонов Ігор Миколайович
Ігор Миколайович Ларіонов (3 грудня 1960 року, Воскресенськ, Московська область, РРФСР, СРСР) — видатний радянський і російський хокеїст. Заслужений майстер спорту СРСР (1982). Гравець легендарної хокейної «п'ятірки» 1980-х років радянського хокею Макаров-Ларіонов-Крутов-Фетисов-Касатонов.
Ігор Ларіонов — один з 3-х хокеїстів у світі (нарівні з В'ячеславом Фетисовим і Скоттом Нідермайєром), кому вдалося виграти основні титули світового хокею: Олімпіаду, чемпіонат світу серед дорослих та юніорів, Кубок Канади чи світу, Кубок Стенлі.

## Кар'єра
Вихованець воскресенського "Хіміка".
Гравець «Хіміка» (Воскресенськ, 1977-81), ЦСКА (Москва, 1981-89), «Лугано» (Швейцарія, 1992-93), а також клубів НХЛ «Ванкувер Канакс» (1989–1992), «Сан-Хосе Шаркс»(1993–1995), «Детройт Ред-Вінгс» (1995-2000, 2001-2003), «Флорида Пантерс»(2000) і «Нью-Джерсі Девілс» (2003-04).
У чемпіонатах СРСР відіграв 457 матчів, закинув 204 шайби. У чемпіонатах НХЛ — 921 матч, 169 голів, в турнірах Кубка Стенлі — 150 матчів, 30 голів. У чемпіонаті Швейцарії — 32 матчі, 13 голів.
13 грудня 2004 року провів у Москві прощальний матч.
З літа 2008 по літо 2009 року — директор зі спортивних операцій ХК СКА (Санкт-Петербург).
В даний час займається агентської діяльністю. Серед клієнтів Ларіонова — Андрій Локтіонов, Тайлер Сегін, Наиль Якубов, Алекс Гальченюк, Артем Сергєєв.
У 2008 році введений в Зал слави ІІХФ і в Зал хокейної слави НХЛ в Торонто.

## Досягнення
- Дворазовий олімпійський чемпіон (1984, 1988), бронзовий призер ЗОІ-2002.
- 4-кратний чемпіон світу (1982, 1983, 1986, 1989). Другий призер ЧС 1987, третій призер ЧС 1985.
- 6-разовий чемпіон Європи (1982, 1983, 1985-87, 1989).
- Володар Кубка Канади 1981. Фіналіст Кубка Канади 1987, учасник Кубка Канади 1984. Учасник Кубка світу 1996 (5 матчів).
- 8-кратний чемпіон СРСР (1982–1989)
- 3-кратний володар Кубка Стенлі (1997, 1998, 2002)
- з 7 червня 1997 року — член Потрійного золотого клубу.

На Олімпійських іграх і чемпіонатах світу — 77 матчів, 30 голів. У турнірах Кубка Канади — 21 матч, 6 голів.

## Нагороди
- Орден Трудового Червоного Прапора (1988)
- Орден Дружби (2004)
- Орден Знак Пошани (1982)